# Alberto Marson
Pour les articles homonymes, voir Marson (homonymie).
Alberto Marson, né le 24 février 1925 à São Paulo (État de São Paulo) et mort le 25 avril 2018 à São José dos Campos (État de São Paulo), est un joueur brésilien de basket-ball.

## Palmarès
- 3e des Jeux olympiques 1948